# قشلاق (سلطانية)
قشلاق (بالفارسية: قشلاق) هي قرية تقع في إيران في قسم سلطانیة الریفي. يقدر عدد سكانها بـ 26 نسمة بحسب إحصاء 2016.